# Benjamin Richard Ponningh Hasselman
Benjamin Richard Ponningh Hasselman (Ophemert, 6 maart 1828 - Tiel, 11 april 1897) was suikerrietplanter in het voormalige Nederlands-Indië en achtereenvolgens burgemeester van de Nederlandse gemeenten Herwijnen en Tiel.

## Leven en werk
Hasselman was de zoon van de schoolmeester — en latere rijksontvanger — Dirk Hasselman en Geertruida Adriana van den Bosch in Ophemert. Van 1847 tot 1860 werkte hij in Nederlands-Indië. Daar was hij administrateur bij een cochenilleonderneming en suikerrietplanter in de residentie Japara. In die periode trouwde hij op 8 februari 1854 in Tiel met Gertrude Jeanne Marie Tijdeman (ook Tydeman), waarna hij weer terugkeerde naar Nederlands-Indië. Uit het huwelijk werden, in Nederlands-Indië en in Nederland, dertien kinderen geboren, waarvan twee op jonge leeftijd zijn overleden.
In 1860 keerde het gezin terug naar Nederland. Na terugkeer in Nederland schreef hij over zijn ervaringen in Nederlands-Indië het boek Mijne ervaring als fabriekant in de binnenlanden van Java. Het valt op, dat hij zich hierin keert tegen de ideeën van Multatuli in de Max Havelaar, maar dat hij niettemin weinig positief is over de Javanen.
Per 15 maart 1863 werd Hasselman benoemd tot burgemeester van Herwijnen. Ruim vier jaar later verruilde hij deze post voor het burgemeesterschap van Tiel. Hij volgde in die functie zijn oudere broer Johannes Jerphaas op, die benoemd was tot minister van Koloniën.
In de periode Hasselman (1867-1897) ontwikkelde Tiel zich van handelsstad tot industriestad. Een deel van de voorwaarden hiervoor werd geschapen door de gemeente en daarbij speelde de burgemeester een belangrijke rol. In 1880 kwam de plaatselijke gasfabriek in gemeentelijke handen. In 1885 opende het eerste ziekenhuis en in 1890 werd waterleiding aangelegd. De mogelijkheden tot contact naar buiten namen toe door de aansluiting van Tiel op het spoorwegnet in 1882 en de aanleg van een grote haven aan de Waal in 1892. De verbeterde bereikbaarheid leidde tot vestiging van bedrijven als fruitverwerker De Betuwe en metaalwarenfabriek Daalderop.

### Jubileum en overlijden
Bij zijn komst in Tiel was Hasselman niet populair. Bij zijn 25-jarig ambtsjubileum als burgemeester van Tiel in 1892 was hij dat des te meer. De bevolking plaatste als blijk van waardering op de Veemarkt de zogenaamde "Hasselmanlantaarn". De monumentale lantaarn is in de Tweede Wereldoorlog verdwenen, maar het deel van de Veemarkt waar hij stond, heet nu het "Hasselmanplein". Het college van brandmeesters van Tiel bood hem ter gelegenheid van zijn jubileum een door de schilder Karel Grips uit Vught vervaardigd portret aan, dat geplaatst werd in de trouwkamer van het stadhuis. In augustus 1892 werd hij benoemd tot ridder in de Orde van Oranje-Nassau. In zijn laatste jaren was de burgemeester zwak van gezondheid, maar hij bleef in functie. Hij overleed op 11 april 1897. Hij werd op 14 april 1897 begraven.

## Familie
Zijn oom van moederskant, Johannes van den Bosch, was onder meer gouverneur-generaal van Nederlands-Indië en minister van Koloniën. Zijn broer Johannes Jerphaas was onder meer resident van Djokjakarta, minister van Koloniën, Tweede Kamerlid en lid van de Raad van State. Zijn zoon Catharinus Johannes was van 16 mei 1912 tot 14 september 1940 lid van de Raad van State en zijn kleinzoon Benjamin Richard Canneman was burgemeester van Hoorn.